# Томашун Ян Янович
Ян Янович Томашун (Яніс Томашунс) (20 лютого 1889, тепер Латвія — 1938?) — радянський діяч, латиський революціонер, голова Харківської міської контрольної комісії КП(б)У. Член Центральної Контрольної Комісії КП(б)У в листопаді 1927 — січні 1934 року.

## Біографія
Народився в родині наймита. Батько був на заробітках в Америці, після повернення заарештований російською владою та висланий до Маньчжурії.
З 1900 по 1903 рік навчався в сільському училищі. З 1903 року працював у лимарній майстерні в Жагарах.
Член РСДРП(б) з 1905 року. Учасник революційних подій 1905—1907 років у Жагарах, член бойової групи. У 1907 році заарештований, півроку пробув у в'язниці, за недостатністю доказів звільнений із ув'язнення.
З 1908 року працював у лимарній майстерні в Ризі.
У 1911—1912 роках служив у 23-му саперному батальйоні російської імператорської армії в Моршанську. Демобілізований через хворобу.
У 1912—1913 роках працював у телефонній конторі в Ризі, потім був робітником ризького механічного заводу «Атлас». У 1913 звільнений за організацію страйку на заводі. З 1913 по 1915 рік працював на ризькій фабриці «Уніон», разом із якою був евакуйований до Харкова. З 1915 року — робітник заводу акціонерного товариства «Всеобщая электрическая компания» (ВЭК) у Харкові.
Після лютневої революції 1917 роеку входив до складу заводського комітету заводу ВЭК, обирався до ради робітничих депутатів міста Харкова. Був один із організаторів загонів Червоної гвардії в Харкові.
У 1918 році в складі Латиського комуністичного загону був направлений до міста Самари, де брав участь у боях із чеськими військами. Потрапив у полон, втік, працював у більшовицькому підпіллі Самари.
З 1919 року працював у Самарській губернській надзвичайній комісії (ЧК), був членом колегії Самарського губернського продовольчого комітету, уповноваженим із ліквідації приватної торгівлі в Самарі та Самарській губернії, згодом на Уралі.
З 1923 року — продовольчий комісар у місті Кам'янці-Подільському. Потім працював у Подільській губернській контрольній комісії.
На 1926—1927 роки — голова Білоцерківської окружної контрольної комісії — робітничо-селянської інспекції.
На 1930 рік — голова Харківської міської контрольної комісії — робітничо-селянської інспекції.
З липня 1932 по січень 1934 року — член Президії та член Партійної колегії Центральної Контрольної Комісії КП(б)У.
У грудні 1932 року як голова комісії провадив дострокову чистку партійних рядів  у Солонянському районі Дніпропетровської області
Подальша доля невідома. У 1937 році заарештований органами НКВС. Репресований.